# Orotina

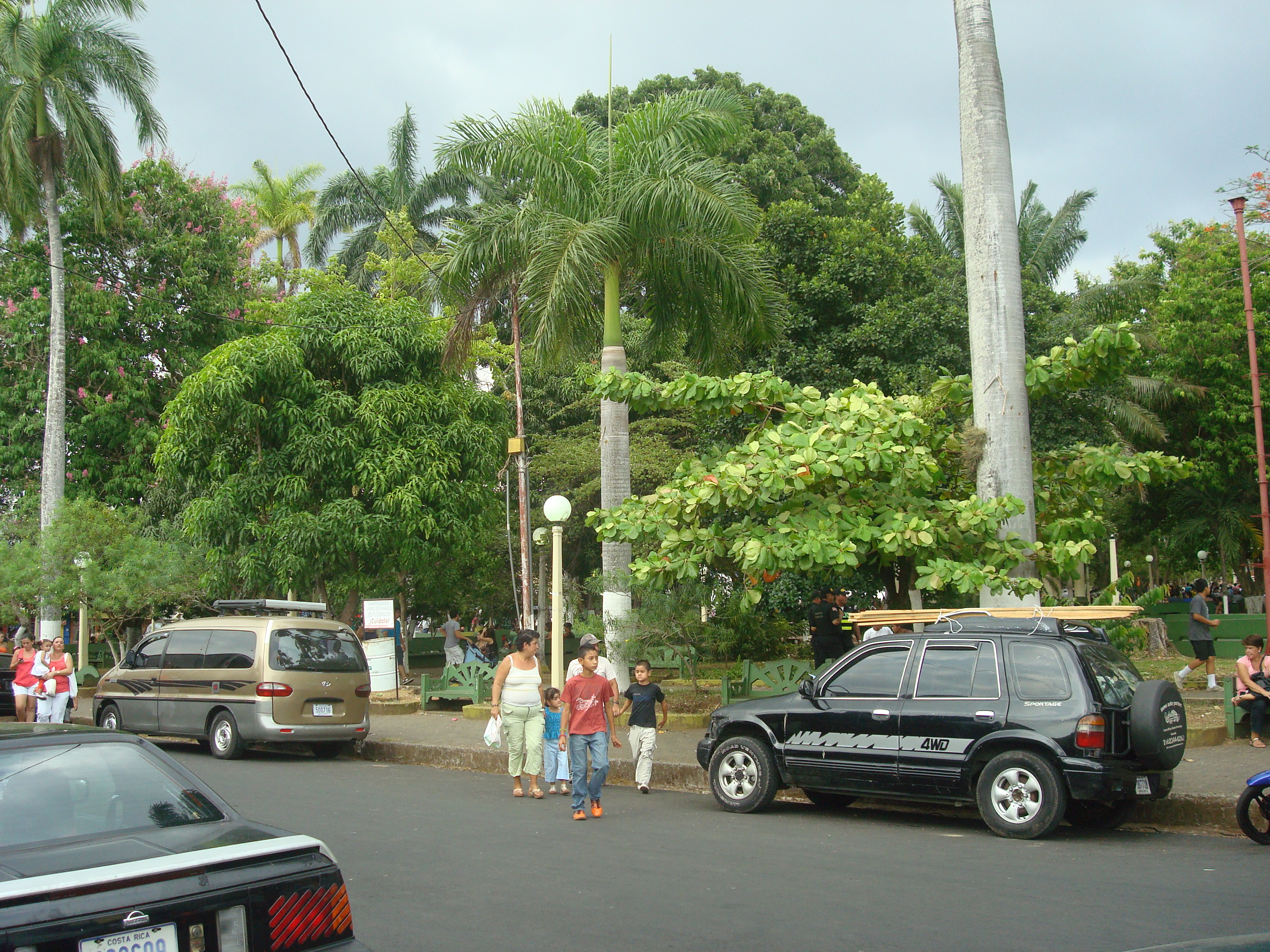
Straßenszene in Orotina (2013)

Orotina ist eine Kleinstadt in Costa Rica und liegt in der Provinz Alajuela. Orotina ist auch die Hauptstadt der gleichnamigen Provinz. Die Region hat eine Fläche von 19,99 Quadratkilometern und eine Einwohnerzahl von 8550 Menschen.
Die Stadt liegt 229 Meter über NN in einer relativ flachen Gegend des Küstengebirges von Costa Rica. Die Stadt liegt 26 Kilometer vom Pazifik entfernt, 48 Kilometer südwestlich von Alajuela und 66 Kilometer von der Hauptstadt San Jose.

## Schulen
- Primo Vargas Valverde: eine Grundschule
- Instituto Agropecuario de Orotina: eine weiterführende Schule